# 刻律涅牝鹿
刻律涅牝鹿（希腊语：Ελαφος Kερψνιτις / Ελαφος Kρψσοκερως）为希腊神话中的神鹿。因所处之刻律涅山（Mount Ceryneian）而得名。

## 外貌
刻律涅牝鹿共有五只，赤色，体大胜牛马，金角铜蹄，飞跑起来，疾逾离弦之箭。

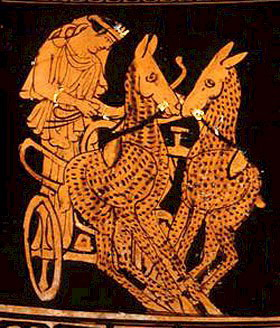
阿尔忒弥斯架鹿车（古希腊陶绘）

## 阿耳忒弥斯的座驾
五头牝鹿原在色萨利（Thessaly）附近的阿诺洛河（Anauros）畔悠游，被猎神阿尔忒弥斯撞见。女神当时年幼，一见心喜，便欲捕来作为首批猎物。她迈足飞奔，活捉了其中的四头，最后一只跳过克拉顿河（Keladon），遁入刻律涅山。此后四头牝鹿便套上金辔，拉起了女神的金车。阿尔忒弥斯指派阿尼西狄河神（the Amnisiades）照管它们，吃的是赫拉草地上的青草，饮的是金槽里的琼浆。后来奥拉（Aura）自命纯洁胜过女神，曾僭越地驾过一次金车和牝鹿。
那逃脱的牝鹿常跑入农人的葡萄园偷食。斯巴达人的祖先忒格特（Taygete）曾发誓将其献给阿尔忒弥斯。此鹿猎神虽未捕获，名义上已成为她的圣物。

## 赫拉克勒斯捕鹿
捕捉刻律涅牝鹿是赫拉克勒斯的十二項試煉的第三项。他先后灭除了涅墨亚狮子和九头蛇。梯林斯王歐律斯透斯见怪兽无法难倒英雄，便命他活捉最后一头刻律涅牝鹿。赫拉克勒斯展开追逐，整整一年，跑遍了希腊、色雷斯（Thrace）、伊斯特利亚（Istria），甚至到了北边亥帕波尼亚人（Hyperboreans）的领土。牝鹿最后进了阿尔忒弥山（Artemision）躲避，又从那儿跑到拉顿河畔（the Ladon River），想要渡河。英雄趁猎物在水中，发出一箭，将其制住。他背起活鹿回去交差，路遇阿尔忒弥斯和阿波罗。女神斥责他亵渎神物。英雄加以辩解，说是歐律斯透斯的过咎，自己为了赎罪，不得不尔，并保证将活鹿还回，终于得到二神同情。英雄于是回返迈锡尼。
歐律斯透斯本欲激起阿尔忒弥斯的愤怒，以对付赫拉克勒斯，哪知并未得逞。英雄将鹿带到宫外，要国王自取。歐律斯透斯上前，英雄双手一松，牝鹿立即飞奔而去。英雄埋怨国王不够迅捷。歐律斯透斯只能空自怨嗟。
据狄奥多罗斯（Diodorus Siculus）所言，英雄捕鹿的具体方式众说纷纭一。或说用网，或说乘鹿熟睡时捕获，或说他长年追踪，牝鹿精疲力尽，只得就擒。无论如何，这回英雄胜在智取，而非力擒。

## 神话来源
罗伯特·格雷夫斯（Robert Graves）指出这个神话可能源自北方民族。一来希腊本土并未见过戴角的雌鹿。二来北方的驯鹿雌者有角，也能套辔拉车。
太阳在天蝎座时，武仙座（Hercules）升起，该星座古希腊人称为鹿（stag），古罗马人把它与赫拉克勒斯联系起来。而其附近又有天箭座（Sagitta），箭头正对着武仙座的那头鹿。传说该箭乃阿尔忒弥斯所有。实际上整个天蝎座星区都与猎神有很大渊源。这为刻律涅牝鹿神话提供了星象学的解释。
古希腊陶绘中，阿尔忒弥斯常和幼鹿相伴出现。